# Венгерская литература
Венге́рская литерату́ра (венг. Magyar irodalom) — литература, написанная на венгерском языке.

## История

### Средневековье
Принятие Венгрией христианства, ознаменованное коронацией Стефана (Иштвана) Первого в 1000 году сопровождалось искоренением языческой традиции, что нарушило преемственность национального наследия — до нашего времени никакие образцы венгерского фольклора того времени не дошли. Латынь стала официальным языком богослужения,  на этом же языке писали хроники, его использовали в судебных решениях, правовых памятниках и вообще, во всех сферах официальной жизни. Самый ранний известный письменный памятник на венгерском языке был обнаружен в конце XVIII века. Это  «Надгробная речь и молитва» (Halotti beszéd és könyörgés) — проповедь из 32 строк, содержащих 274 слова, переведённая с латыни около 1200 года, возможно — в качестве образца похоронного служения для священников. Она написана ритмической прозой с использованием аллитерации, что показывает литературное мастерство неизвестного автора и, возможно, принадлежность его к уже сложившийся к тому времени литературно-религиозной традиции.
Другой ранний текст на венгерском языке, обнаруженный в 1922 году и датируемый примерно 1300 годом — это состоящее из 37 строк стихотворение, известное как «Плач Марии». Это вольный перевод латинского плача «Planctus ante nescia» написанного французом Жоффруа де Бретейлем. Стихотворение воспроизводит распространённый средневековый сюжет плача Марии по казнённому сыну, однако производит впечатление достаточно светского текста, в частности Иисус и Мария в венгерском варианте плача ни разу не названы по имени. Все остальные дошедшие до нашего времени средневековые религиозные тексты Венгрии, такие как жития венгерских святых: Сворада и его ученика Бенедикта, Герарда и Иштвана были написаны на латыни.
Среди писавших на латыни первым венгерским поэтом считается Ян Панноний (1434—1472). В своём обзоре венгерской литературы для канала «Arzamas» Оксана Якименко обратила внимание на его «Прощание с Варадом», отметив «фирменную венгерскую язвительность и приправленный горечью юмор», которыми отмечено это произведение.